# Batalha de Negomano
A Batalha de Negomano foi uma batalha travada entre o Império Alemão e Portugal durante a Campanha da África Oriental da Primeira Guerra Mundial. Uma força de soldados alemães e Askaris, comandada por Paul Emil von Lettow-Vorbeck, tinha acabado de obter uma difícil vitória contra os britânicos na Batalha de Mahiwa e estavam a ficar sem provisões. Para solucionar este problema, os alemães invadiram África Oriental Portuguesa numa tentativa de escapar à força superior a norte e de se abastecerem com material capturado aos portugueses.
Uma força portuguesa sob o comando do major João Teixeira Pinto (Moçâmedes, 1876 -Negomano, 1917) foi enviada para travar Lettow-Vorbeck de atravessar a fronteira, mas foi cercada pelos alemães enquanto se encontrava acampada em Negomano, a 25 de Novembro de 1917. A batalha que se seguiu resultou na quase destruição das tropas portuguesas, com elevado número de mortos e prisioneiros. A rendição da força portuguesa permitiu aos alemães tomarem uma grande quantidade de provisões e, deste modo, permitir a von Lettow-Vorbeck continuar as suas operações na África Oriental até ao final da guerra.

## Acontecimentos
A 25 de Novembro de 1917 as tropas portuguesas sofreram um dos mais violentos ataques dentro do período de 4 anos de combates no território africano da I Guerra Mundial. Proveniente da então colónia alemã, os alemãs atravessaram o rio Rovuma e atacaram várias regiões do território português. O balanço oficial indica a morte de 5 oficiais, 14 soldados europeus e 208 indígenas, 70 feridos graves e mais de 550 prisioneiros portugueses, entre os quais 31 oficiais.